# Eugenia Cooney
Eugenia Sullivan Cooney (nascuda amb el nom de Colleen Cooney; 27 de juliol de 1994) és una youtuber i personalitat d'Internet nord-americana. Va néixer a Massachusetts i té la seu a Greenwich, Connecticut, i Los Angeles, Califòrnia. Inicialment, va començar a transmetre en directe al servei de difusió YouNow i finalment va crear un canal de YouTube el 2011, que compta amb més de 2 milions de subscriptors. Coneguda pel seu trastorn alimentari i l'aspecte demacrat, el contingut de Cooney inclou principalment peces de roba, bellesa, cosplay, emo, aspectes gòtics i vlogs de la seva vida quotidiana.

## Vida i carrera
Cooney va néixer Colleen Cooney el 27 de juliol de 1994 a Boston, Massachusetts. El seu primer nom va ser canviat per Eugenia uns mesos després del seu naixement. Al llarg de la seva infància, Cooney no va tenir molts amics i sovint va ser víctima d'assetjament a l'escola, la qual cosa va fer que canviés d'escola diverses vegades i comencés a assistir a una escola en línia després del primer any de secundària. Es va transferir a Connections Academy i es va graduar el 2012. Eugenia Cooney va dedicar-se al modelatge durant un breu temps a Nova York. Després de demanar-li que retirés la seva presència en línia i sentir-se sobrecontrolada, Cooney va decidir centrar-se en la seva carrera en línia.
Cooney va començar la seva presència en línia l'any 2011 mitjançant la transmissió en directe al servei de difusió YouNow, i després va crear el seu canal de YouTube aquell mateix any. Els seus tres primers vídeos van acumular més de 7,5 milions de visualitzacions. El contingut de YouTube de Cooney consisteix principalment a provar-se peces de roba, vlogs sobre la seva vida diària, vestits de cosplay i tutorials de maquillatge. Va començar a transmetre en directe a Twitch el 2018, on tenia més de 400.000 seguidors l'agost de 2022. És coneguda pel seu estil emo, caracteritzat pel seu "cabell fosc i extraordinàriament llarg, vestits d'encaix gòtics i aspectes de maquillatge atrevits i multicolors".
El novembre de 2018, Cooney va protagonitzar el vídeo musical de la cançó de Niki DeMar "Anthem for the Judged". Cooney va ser nominat i finalista a "YouTuber of the Year" per als 12th Shorty Awards anuals el 2020.
Cooney resideix amb la seva família a Greenwich, Connecticut, i també tenia una residència a Los Angeles, Califòrnia.

## Trastorn de l'alimentació
Cooney té un trastorn alimentari, presumiblement anorèxia nerviosa. Els crítics argumenten que el seu contingut fomenta els trastorns alimentaris entre els espectadors, cosa que desperta la preocupació per la seva influència en els seus joves fans. Cooney és una figura popular a les comunitats "proanorèxia" en línia, on els seus vídeos i imatges s'utilitzen com a "inspiració". A partir del 2015, els espectadors van començar a expressar preocupació per la seva pèrdua de pes, i des de llavors diverses teories sobre la seva salut, estat mental i vida familiar han crescut constantment. El 2016, una petició de Change.org titulada "Prohibir temporalment Eugenia Cooney fora de YouTube" es va fer viral i va rebre 18.000 signatures, tot i que després es va retirar per "infringir les directrius de la comunitat". En resposta a la petició, Cooney va negar tenir un problema i va dir que no tenia intenció de ser una mala influència.
A principis del 2019, l'activitat en línia de Cooney es va fer menys freqüent, i va generar la preocupació entre els seus fans que podria haver mort. El 10 de febrer, Cooney va anunciar al seu compte de Twitter que estava fent una pausa per treballar "en això amb [el seu] metge en privat". Cooney va ser avaluada per professionals mèdics i la van posar sota una retenció de 5150 sol·licitada per un dels seus amics abans d'entrar en un programa de tractament d'un mes. El juliol de 2019, Cooney va reaparèixer com a tema del vídeo de YouTube d'una hora de durada de Shane Dawson "El retorn d'Eugenia Cooney", en què va confirmar per primera vegada l'especulació durant una dècada sobre el seu trastorn alimentari i el seu procés de recuperació. Va descriure les seves experiències com a "traumants" i va dir que estava "millor" que durant el tractament.
El vídeo de Dawson a Cooney es va veure més de 27 milions de vegades en un mes. Inicialment, va ser elogiada quan va tornar a YouTube, i la gent la va felicitar pel seu retorn i ser honesta sobre la seva salut. Com a resultat, Cooney va ser nominat com a YouTuber de l'any als Shorty Awards 2020. La reacció al vídeo "El retorn d'Eugenia Cooney" va ser mixta, amb alguns espectadors i experts en salut mental que van plantejar preocupacions sobre el futur del seu tractament, així com el possible impacte en l'audiència majoritàriament jove i femenina de Dawson.
Després de la publicació del documental de Dawson, Cooney va tornar a publicar vídeos. Tot i ser elogiada inicialment per haver-se obert sobre la seva lluita amb un trastorn alimentari, Cooney aviat va ser criticada de nou per semblar que havia caigut. A més, l'any 2020 van aparèixer denúncies de comportament depredador i de preparació cap als joves per part d'homes grans al servidor de Cooney's Discord, la qual cosa va fer que l'eliminés al setembre.
A principis del 2021, es va iniciar una altra petició a Change.org per restringir l'edat, o eliminar completament, el canal de YouTube i els comptes de xarxes socials de Cooney, afirmant que promou els trastorns alimentaris a través de la seva aparença demacrada.

## Premis i nominacions
| Any  | Premi         | Categoria            | Resultat | Ref.   |
| ---- | ------------- | -------------------- | -------- | ------ |
| 2020 | Shorty Awards | YouTuber of the Year | Nominat  | [ 25 ] |